# Armando Said
Armando Said Flores Hernandez (Ciudad de México, México;16 de junio de 2006) es un actor mexicano.

## Biografía
Desde 2015 ingresó en el Centro de Educación Artística de Televisa.
Se dio su primera aparición en la película Por mis bigotes como Marcelino. Después participó en las series Como dice el dicho y La Rosa de Guadalupe 
En 2021 interpretó a Pablo López de Netflix Guerra de vecinos con Vanessa Bauche, Ana Layevska, Mark Tacher , Elyfer Torres, Christian Vázquez, Loreto Peralta y Marco López

## Filmografía

### Televisión
| Año       | Título               | Personaje           | Notas        |
| --------- | -------------------- | ------------------- | ------------ |
| 2016–2018 | Como dice el dicho   | Saúl / Javier       | 8 Episodios  |
| 2018      | La Rosa de Guadalupe | Misael              | 2 Episodios  |
| 2020      | ZeroZeroZero         | Miguel Ángel        | 2 Episodios  |
| 2021-2022 | Guerra de vecinos    | Pablo López Salcido | 2 Temporadas |
| 2024      | Un día para vivir    | Anibal              | 1 episodio   |

### Películas
- Lucha: Fight, Wrestle, Struggle (2017) - Jorge (Joven)
- Por mis bigotes (2015) - Marcelino